# Propiac
Propiac là một xã thuộc tỉnh Drôme trong vùng Auvergne-Rhône-Alpes ở đông nam nước Pháp. Xã Propiac nằm ở khu vực có độ cao từ 297-782 mét trên mực nước biển.